# Вильямсониевые
Вильямсониевые (лат. Williamsoniaceae) — семейство вымерших растений из группы беннеттитовых. Существовали с триаса по мел включительно. 

## Вегетативные органы
Для вильямсониевых были характерны тонкие, ветвящиеся стволы, достигавшие 2 метров в высоту. Вильямсониевым было свойственно диварикатное ветвление (длинные междоузлия и ветви, отходящие от ствола почти от прямым углом). Возможно, такое ветвление было адаптацией к сильным ветрам и другим климатическим условиям, а также позволяло вильямсониевым снизить ущерб от деятельности растительноядных динозавров. 

## Репродуктивные органы
Стробилы были расположены на коротких боковых ветвях или в их основаниях. Семейство включало как растения с обоеполыми стробилами (например, Williamsoniella), так и с однополыми, как Williamsonia и Weltrichia. В отличие от обоеполых стробилов Cycadeoidea (Cycadeoidaceae), в период созревания обоеполые стробилы вильямсониевых раскрывались.

## История изучения
Листья вильямсониевых в 1835 году впервые были описаны как Zamia gigas из юрских отложений Йоркшира, позднее отнесены к роду Williamsonia, названному в честь английского палеоботаника Уильяма Уильямсона и ставшему типовым для этого семейства. 